# 柳川明弘
柳川 明弘（やながわ あきひろ、1960年7月25日 - ）は、大阪府出身の元アマチュア野球選手、監督である。ポジションは外野手。

## 来歴・人物
PL学園高等学校では、右翼手として活躍し、1978年の第37回選抜高等学校野球大会に出場。さらに同78年の第60回全国高等学校野球選手権大会決勝で投手の西田真次の同点二塁打に続き決勝打となる左中間への適時打を放ち、「逆転のPL」の異名となる逆転サヨナラ勝ちにより3×-2で高知商を下し初優勝に貢献した。同年の日韓親善高校野球の日本代表にも選ばれた。同期に木戸克彦捕手、金石昭人投手らがいた。
1979年に高校卒業後近畿大学に進学。3年次に明治神宮大会で西田、木戸のいる法大と準決勝を戦うがPL学園の1年後輩である小早川毅彦の本塁打で敗れる。4年次は主将として春秋リーグ戦ベストナインを獲得。大学の同期に丸山一仁、1年後輩に西浦敏弘がいた。社会人野球の本田技研のチームに入団する。チームでは主将も務めた。1985年の日本選手権では伊東昭光、広瀬哲朗らと優勝を経験。
ヘッドコーチを経て、1995年から本田技研の監督に就任し、翌年の第67回都市対抗野球ではPLの後輩である入来祐作の活躍もあってチームを優勝に導いた。